# Свебодзин (гмина)
Свебодзин (пол. Świebodzin) — гмина (волость) в Польше, входит как административная единица в Свебодзинский повет, Любушское воеводство. Население — 29 794 человека (на 2004 год).

## Сельские округа
1. Борув
2. Хочуле
3. Глиньск
4. Госциково
5. Гродзище
6. Езоры
7. Йорданово
8. Кемпско
9. Купенино
10. Любиницко
11. Любогура
12. Лугув
13. Новы-Дворек
14. Осогура
15. Подлесе
16. Ракув
17. Росин
18. Розлоги
19. Рудгежовице
20. Русинув
21. Жечица
22. Вильково
23. Витослав

## Прочие поселения
1. Кшемёнка
2. Ленивка
3. Милково
4. Парадыж
5. Подьезеже
6. Витынь
7. Выгон

## Соседние гмины
1. Гмина Любжа
2. Гмина Мендзыжеч
3. Гмина Скомпе
4. Гмина Сулехув
5. Гмина Щанец
6. Гмина Тшцель